# Deutsche DT-Fußballmeisterschaft 1929/30
Die Deutsche DT-Fußballmeisterschaft 1930 war die sechste und letzte von der Deutschen Turnerschaft ausgerichtete deutsche Meisterschaft im Fußball. Sieger wurde die Kruppsche TG Essen. Nach der Saison kehrten alle Fußballmannschaften der der Deutschen Turnerschaft angeschlossenen Vereine zum Deutschen Fußball-Bund zurück.

## Modus und Teilnehmer
Gespielt wurde im K.-o.-System. 
| - MTV Altenburg - TV 1861 Cottbus - TV Eintracht Dortmund - Kruppsche TG Essen | - TV Friesenheim - TV Fürth 1860 - Hamburger Turnerbund von 1862 - ATV Leipzig | - TV 1846 Mannheim - Rödelheimer TG 1847 - TV Friesen Stettin | - TV Stuttgart-Karlsvorstadt - MTV Wilhelmsburg - TV Woltmershausen |

## Ergebnisse

### Qualifikation
|                    | Ergebnis |                            |
| ------------------ | -------- | -------------------------- |
| TV 1861 Cottbus    | 3:1      | TV Friesen Stettin         |
| Hamburger TB 1862  | 5:1      | TV Woltmershausen          |
| Kruppsche TG Essen | 3:2      | TV Eintracht Dortmund      |
| TV 1846 Mannheim   | 3:2      | TV Friesenheim             |
| TV Fürth 1860      | ?        | TV Stuttgart-Karlsvorstadt |
| MTV Altenburg      | 3:2      | ATV Leipzig                |

Die Rödelheimer TG 1847 und der MTV Wilhelmsburg erhielten Freilose. Zahlreiche Quellen berichten von einem 2:1-Sieg der Fürther gegen Stuttgart-Karlsvorstadt, allerdings kamen die Stuttgarter eine Runde weiter.

### Viertelfinale
|                            | Ergebnis |                     |
| -------------------------- | -------- | ------------------- |
| MTV Wilhelmsburg           | 3:1      | Hamburger TB 1862   |
| TV Stuttgart-Karlsvorstadt | 0:1      | TV 1846 Mannheim    |
| Kruppsche TG Essen         | 3:2      | Rödelheimer TG 1847 |
| TV 1861 Cottbus            | 2:3      | MTV Altenburg       |

### Halbfinale
|                    | Ergebnis  |                  |
| ------------------ | --------- | ---------------- |
| Kruppsche TG Essen | 4:1       | TV 1846 Mannheim |
| MTV Wilhelmsburg   | 4:3 n. V. | MTV Altenburg    |

### Finale
|                    | Ergebnis  |                  |
| ------------------ | --------- | ---------------- |
| Kruppsche TG Essen | 5:4 n. V. | MTV Wilhelmsburg |